# Alfredo Vasconcelos
Alfredo Vasconcelos là một đô thị thuộc bang Minas Gerais, Brasil. Đô thị này có diện tích 126,913 km², dân số năm 2007 là 5900 người, mật độ 41,8 người/km².